# Zapasy na Letnich Igrzyskach Olimpijskich 1988 – kategoria do 62 kg w stylu wolnym
Zmagania mężczyzn do 62 kg to jedna z dziesięciu męskich konkurencji w zapasach w stylu wolnym rozgrywanych podczas Letnich Igrzysk Olimpijskich 1988. Pojedynki w tej kategorii wagowej odbyły się w dniach 27 – 29 września.

## Klasyfikacja[1]
| Pozycja | Nazwisko           | Kraj              |
| ------- | ------------------ | ----------------- |
| 1       | John Smith         | Stany Zjednoczone |
| 2       | Stepan Sarkisjan   | ZSRR              |
| 3       | Simeon Szterew     | Bułgaria          |
| 4       | Akbar Fallah       | Iran              |
| 5       | Jörg Helmdach      | RFN               |
| 6       | Awirmedijn Enchee  | Mongolia          |
| 7       | Giovanni Schillaci | Włochy            |
| 8       | Gary Bohay         | Kanada            |
| 9       | Kazuhito Sakae     | Japonia           |
| 9       | Karsten Polky      | NRD               |
| 11      | Ludwig Küng        | Szwajcaria        |
| 11      | Mika Lehto         | Finlandia         |
| 13      | Marian Skubacz     | Polska            |
| 13      | Selman Kaygusuz    | Turcja            |
| 15      | Li Xianji          | Chiny             |
| 15      | Kim Yeon-man       | Korea Południowa  |
| 15      | Theodore Dikanda   | Szwecja           |
| 18      | Dan Cumming        | Australia         |
| 19      | Vicente Cáceres    | Hiszpania         |
| 20      | József Orbán       | Węgry             |
| 21      | Arturo Oporta      | Panama            |
| 22      | Huang Chien-lung   | Chińskie Tajpej   |
| 22      | François Yinga     | Kamerun           |
| 22      | Javier Rincón      | Kolumbia          |
| 22      | Ravinder Singh Tut | Indie             |
| 22      | Paul Farrugia      | Malta             |
| 22      | Steve Reinsfield   | Nowa Zelandia     |

- Ali Dad z Afganistanu został zdyskwalifikowany za doping

## Zasady
Uczestnicy zostali podzieleni na dwie grupy. Zawodnik który przegrał dwie walki odpadł z dalszej rywalizacji.
- TF — Łopatki
- SP — Przewaga (12-14 punktów różnicy, pokonany zdobył punkty)
- SO — Przewaga (12-14 punktów różnicy, pokonany bez punktów)
- ST — Przewaga (15 punktów różnicy, przewaga techniczna)
- PP — Na punkty (Pokonany zdobył punkty)
- PO — Na punkty (Pokonany bez punktów)
- P1 — Pasywność (Przy prowadzeniu różnicą 1-11 punktów)
- DNA  — Zawodnik nie przystąpił do walki

## Wyniki

### Rundy eliminacyjne

#### Grupa A
| Liczba porażek | Zawodnik           | Wynik   | Czas/Punkty | Zawodnik           | Liczba porażek |         |
| Runda 1        | Runda 1            | Runda 1 | Runda 1     | Runda 1            | Runda 1        | Runda 1 |
| -------------- | ------------------ | ------- | ----------- | ------------------ | -------------- | ------- |
| 0              | Mika Lehto         | 3-1 PP  | 10-2        | Arturo Oporta      | 1              |         |
| 0              | Marian Skubacz     | 3-1 PP  | 8-4         | Ali Dad            | 1              |         |
| 0              | John Smith         | 3-1 PP  | 11-4        | József Orbán       | 1              |         |
| 0              | Simeon Szterew     | 3-1 PP  | 2-1         | Kazuhito Sakae     | 1              |         |
| 1              | Dan Cumming        | 0-4 ST  | 0-16        | Awirmedijn Enchee  | 0              |         |
| 1              | Vicente Cáceres    | 1-3 PP  | 4-6         | Theodore Dikanda   | 0              |         |
| 1              | Huang Chien-lun    | 0-4 ST  | 2-18        | Giovanni Schillaci | 0              |         |
| Runda 2        |                    |         |             |                    |                |         |
| 1              | Mika Lehto         | 1-3 PP  | 1-4         | Marian Skubacz     | 0              |         |
| 2              | Arturo Oporta      | 0-3 PO  | 0-7         | Ali Dad            | 1              |         |
| 0              | John Smith         | 3-1 PP  | 6-3         | Simeon Szterew     | 1              |         |
| 2              | József Orbán       | 1-3 PP  | 4-5         | Kazuhito Sakae     | 1              |         |
| 1              | Dan Cumming        | 3-1 PP  | 11-5        | Vicente Cáceres    | 2              |         |
| 0              | Awirmedijn Enchee  | 4-0 ST  | 15-0        | Huang Chien-lun    | 2              |         |
| 1              | Theodore Dikanda   | 1-3 PP  | 1-7         | Giovanni Schillaci | 0              |         |
| Runda 3        |                    |         |             |                    |                |         |
| 1              | Mika Lehto         | 3-0 PO  | 7-0         | Ali Dad            | 2              |         |
| 1              | Marian Skubacz     | 1-3 PP  | 2-4         | John Smith         | 0              |         |
| 1              | Simeon Szterew     | 4-0 TF  | 2:45        | Dan Cumming        | 2              |         |
| 1              | Kazuhito Sakae     | 4-0 TF  | 5:32        | Theodore Dikanda   | 2              |         |
| 0              | Awirmedijn Enchee  | 3-1 PP  | 6-2         | Giovanni Schillaci | 1              |         |
| Runda 4        |                    |         |             |                    |                |         |
| 2              | Mika Lehto         | 1-3 PP  | 6-16        | John Smith         | 0              |         |
| 2              | Marian Skubacz     | 0-3 PO  | 0-2         | Simeon Szterew     | 1              |         |
| 2              | Kazuhito Sakae     | 1-3 PP  | 1-7         | Awirmedijn Enchee  | 0              |         |
| 1              | Giovanni Schillaci |         |             | Bez walki          |                |         |
| Runda 5        |                    |         |             |                    |                |         |
| 2              | Giovanni Schillaci | 0-4 TF  | 5:54        | John Smith         | 0              |         |
| 1              | Simeon Szterew     | 3-0 P1  | 5:25        | Awirmedijn Enchee  | 1              |         |
| Runda 6        |                    |         |             |                    |                |         |
| 0              | John Smith         | 3-1 PP  | 12-7        | Awirmedijn Enchee  | 2              |         |
| 1              | Simeon Szterew     |         |             | Bez walki          |                |         |

#### Klasyfikacja
| Zawodnik           | Przegrane | Runda | Punkty |
| ------------------ | --------- | ----- | ------ |
| John Smith         | 0         | -     | 19     |
| Simeon Szterew     | 1         | -     | 14     |
| Awirmedijn Enchee  | 2         | 6     | 15     |
| Giovanni Schillaci | 2         | 5     | 8      |
| Kazuhito Sakae     | 2         | 4     | 9      |
| Mika Lehto         | 2         | 4     | 8      |
| Marian Skubacz     | 2         | 4     | 7      |
| Theodore Dikanda   | 2         | 3     | 4      |
| Ali Dad*           | 2         | 3     | 4      |
| Dan Cumming        | 2         | 3     | 3      |
| Vicente Cáceres    | 2         | 2     | 2      |
| József Orbán       | 2         | 2     | 2      |
| Arturo Oporta      | 2         | 2     | 1      |
| Huang Chien-lun    | 2         | 2     | 0      |

#### Grupa B
| Liczba porażek | Zawodnik         | Wynik     | Czas/Punkty | Zawodnik           | Liczba porażek |         |
| Runda 1        | Runda 1          | Runda 1   | Runda 1     | Runda 1            | Runda 1        | Runda 1 |
| -------------- | ---------------- | --------- | ----------- | ------------------ | -------------- | ------- |
| 0              | Selman Kaygusuz  | 4-0 TF    | 1:20        | François Yinga     | 1              |         |
| 1              | Li Xianji        | 1-3 PP    | 10-15       | Gary Bohay         | 0              |         |
| 1              | Steve Reinsfield | 0-3 P1    | 5:33        | Karsten Polky      | 0              |         |
| 0              | Stepan Sarkisjan | 4-0 ST    | 16-0        | Ravinder Singh Tut | 1              |         |
| 1              | Javier Rincón    | 0-4 TF    | 3:30        | Ludwig Küng        | 0              |         |
| 0              | Jörg Helmdach    | 3-1 PP    | 8-4         | Kim Yeon-man       | 1              |         |
| 1              | Paul Farrugia    | 0-4 ST    | 0-15        | Akbar Fallah       | 0              |         |
| Runda 2        |                  |           |             |                    |                |         |
| 0              | Selman Kaygusuz  | 3-1 PP    | 13-5        | Li Xianji          | 2              |         |
| 2              | François Yinga   | 0-4 TF    | 2:45        | Gary Bohay         | 0              |         |
| 2              | Steve Reinsfield | 0-3.5 SO  | 0-13        | Stepan Sarkisjan   | 0              |         |
| 0              | Karsten Polky    | 4-0 TF    | 1:20        | Ravinder Singh Tut | 2              |         |
| 2              | Javier Rincón    | 0-3 PO    | 0-4         | Jörg Helmdach      | 0              |         |
| 0              | Ludwig Küng      | 4-0 TF    | 0:33        | Paul Farrugia      | 2              |         |
| 2              | Kim Yeon-man     | 1-3 PP    | 3-4         | Akbar Fallah       | 0              |         |
| Runda 3        |                  |           |             |                    |                |         |
| 1              | Selman Kaygusuz  | 1-3 PP    | 5-6         | Gary Bohay         | 0              |         |
| 1              | Karsten Polky    | .5-3.5 SP | 1-13        | Stepan Sarkisjan   | 0              |         |
| 1              | Ludwig Küng      | 0-3 PO    | 0-6         | Jörg Helmdach      | 0              |         |
| 0              | Akbar Fallah     |           |             | Bez walki          |                |         |
| Runda 4        |                  |           |             |                    |                |         |
| 0              | Akbar Fallah     | 3-1 PP    | 6-1         | Gary Bohay         | 1              |         |
| 1              | Karsten Polky    | 3-1 PP    | 7-3         | Ludwig Küng        | 2              |         |
| 0              | Stepan Sarkisjan | 3-1 PP    | 7-2         | Jörg Helmdach      | 1              |         |
| 1              | Selman Kaygusuz  | DNA       |             |                    |                |         |
| Runda 5        |                  |           |             |                    |                |         |
| 0              | Akbar Fallah     | 3-1 PP    | 10-3        | Karsten Polky      | 2              |         |
| 2              | Gary Bohay       | 1-3 PP    | 1-8         | Stepan Sarkisjan   | 0              |         |
| 1              | Jörg Helmdach    |           |             | Bez walki          |                |         |
| Runda 6        |                  |           |             |                    |                |         |
| 2              | Jörg Helmdach    | 0-3 PO    | 0-5         | Akbar Fallah       | 0              |         |
| 0              | Stepan Sarkisjan |           |             | Bez walki          |                |         |
| Runda 7        |                  |           |             |                    |                |         |
| 0              | Stepan Sarkisjan | 3-1 PP    | 12-1        | Akbar Fallah       | 1              |         |

#### Klasyfikacja
| Zawodnik           | Przegrane | Runda | Punkty |
| ------------------ | --------- | ----- | ------ |
| Stepan Sarkisjan   | 0         | -     | 20     |
| Akbar Fallah       | 1         | -     | 17     |
| Jörg Helmdach      | 2         | 6     | 10     |
| Gary Bohay         | 2         | 5     | 12     |
| Karsten Polky      | 2         | 5     | 11.5   |
| Ludwig Küng        | 2         | 4     | 9      |
| Selman Kaygusuz    | 1         | 3     | 8      |
| Li Xianji          | 2         | 2     | 2      |
| Kim Yeon-man       | 2         | 2     | 2      |
| François Yinga     | 2         | 2     | 0      |
| Javier Rincón      | 2         | 2     | 0      |
| Ravinder Singh Tut | 2         | 2     | 0      |
| Paul Farrugia      | 2         | 2     | 0      |
| Steve Reinsfield   | 2         | 2     | 0      |

### Runda finałowa[15]
| Zawodnik                  | Wynik                 | Czas/Punkty           | Zawodnik              |                       |
| Pojedynek o 7 miejsce     | Pojedynek o 7 miejsce | Pojedynek o 7 miejsce | Pojedynek o 7 miejsce | Pojedynek o 7 miejsce |
| ------------------------- | --------------------- | --------------------- | --------------------- | --------------------- |
| Giovanni Schillaci        | 3-0 PO                | 5-0                   | Gary Bohay            |                       |
| Pojedynek o 5 miejsce     |                       |                       |                       |                       |
| Awirmedijn Enchee         | 1-3 PP                | 4-5                   | Jörg Helmdach         |                       |
| Pojedynek o brązowy medal |                       |                       |                       |                       |
| Simeon Szterew            | 3-1 PP                | 5-2                   | Akbar Fallah          |                       |
| Finał                     |                       |                       |                       |                       |
| John Smith                | 3-0 PO                | 4-0                   | Stepan Sarkisjan      |                       |